# Oneca di Pamplona
Oneca Garces di Pamplona (metà del IX secolo – prima metà del X secolo) fu una principessa reale della Navarra che divenne Contessa consorte di Aragona.

## Origine
Oneca era figlia del re di Pamplona, García I Íñiguez della famiglia degli Arista, e della moglie, come riporta il Codice di Roda che non nomina la madre, ma che nelle note, la nomina Urraca, che secondo alcune fonti, tra cui lo storico, Jaime de Salazar y Acha, era la figlia di Musà ibn Musà ibn Fortún, il capofamiglia dei Banu Qasi. Ma secondo altre fonti era di stirpe reale: Rodrigo Ximénez de Rada, vescovo di Toledo e storico, scrisse che García sposò "Urracam, de Regio semine". Lo storico genealogista basco, Jean de Jaurgain (1842–1920), nel suo la Vasconie interpretò la frase (Urracam, de Regio semine), nel senso che anche Urraca discendeva dalla stirpe ducale di Guascogna ed era figlia di Sancho II.

García I Íñiguez era figlio del re di Pamplona Íñigo I Íñiguez, primo re della dinastia degli Íñiguez, come riporta il Codice di Roda, che non nomina la madre, che come riportato nel Libro de Regla del Monastero di Leire (non consultato) era Onneca Velásquez, figlia di Velasco, nobile di Pamplona che il Diccionario de antigüedades del reino de Navarra la cita col nome di Eximina

## Biografia

Stemma della Contea di Aragona di cui Oneca divenne sovranna

Secondo il codice di Roda, Oneca venne data in sposa al Conte di Aragona, Aznar II. 

Aznar II, sempre secondo il codice di Roda, era figlio del conte d'Aragona, Urgell, Cerdagna, Pallars (attualmente divisa nelle due comarche di Pallars Jussà e Pallars Sobirà) e Ribagorza, Galindo II Aznarez, e della moglie di cui non si conosce il nome, che secondo alcuni era Guldreguda, di cui non si conoscono gli ascendenti.
Alla morte del suocero, Galindo II Aznarez, nell'867, suo marito, Aznar II, gli subentrò nel titolo di conte di Aragona.
Oneca rimase vedova nell'893, Aznar II era morto, lasciando il titolo di conte di Aragona al figlio Galindo III Aznárez.
Non si conosce l'anno esatto della morte di Oneca; si presume alcuni anni dopo il marito.

## Figli
Oneca ad Aznar diede tre o quattro figli:
- Galindo Aznárez  (?-922), conte d'Aragona (893 – 922)[3];
- Garcia Aznárez d'Aragona[8]
- Sancha Aznárez d'Aragona, che sposò Muhammad al Tawil, wali di Huesca[15];
- Urraca, che fu la prima moglie di Sancho I Garcés di Navarra[10].

## Ascendenza
|                   |   |                  | Genitori            |  |  | Nonni                  |  |  | Bisnonni             |  |
|                   |   |                  |                     |  |  | Íñigo I Íñiguez Arista |  |  | Íñigo Jiménez Arista |  |
|                   |   |                  |                     |  |  | Íñigo I Íñiguez Arista |  |  | Íñigo Jiménez Arista |  |
|                   |   | Oneca            |                     |  |  | Íñigo I Íñiguez Arista |  |  |                      |  |
| García I Íñiguez  |   |                  |                     |  |  | Íñigo I Íñiguez Arista |  |  |                      |  |
|                   |   | Onneca Velásquez | Velasco di Pamplona |  |  |                        |  |  |                      |  |
|                   |   | Onneca Velásquez | Velasco di Pamplona |  |  |                        |  |  |                      |  |
|                   |   | Onneca Velásquez | …                   |  |  |                        |  |  |                      |  |
| Oneca di Pamplona |   | Onneca Velásquez |                     |  |  |                        |  |  |                      |  |
|                   | … | …                |                     |  |  |                        |  |  |                      |  |
|                   | … | …                |                     |  |  |                        |  |  |                      |  |
|                   | … | …                |                     |  |  |                        |  |  |                      |  |
| Urraca            | … |                  |                     |  |  |                        |  |  |                      |  |
|                   |   | …                | …                   |  |  |                        |  |  |                      |  |
|                   |   | …                | …                   |  |  |                        |  |  |                      |  |
|                   |   | …                | …                   |  |  |                        |  |  |                      |  |
|                   |   | …                |                     |  |  |                        |  |  |                      |  |

### Fonti primarie
- (LA)  Textos navarros del Códice de Roda Archiviato il 31 gennaio 2021 in Internet Archive..

### Letteratura storiografica
- Rafael Altamira, il califfato occidentale, in L'espansione islamica e la nascita dell'Europa feudale, collana «Storia del mondo medievale», II volume, Milano, Garzanti, 1999  [1979],  pp. 477-515.
- (ES)  (LA)  #ES Diccionario de antigüedades del reino de Navarra
- (FR)  #ES La Vasconie.